# Sárbogárd
Sárbogárd (Duits: Bochart) is een plaats (város) en gemeente in het Hongaarse comitaat Fejér. Sárbogárd telt 13 267 inwoners (2007).